# Wilhelm Kreuz
Wilhelm Kreuz (Bécs, 1949. május 29. –) válogatott osztrák labdarúgó, csatár, edző.

## Pályafutása

### Klubcsapatban
1956-ban az SV Donau korosztályos csapatában kezdte a labdarúgást, majd az Admira Wackerben folytatta. 1966-ban mutatkozott be az Admira első csapatában. Az 1970–71-es idényben az osztrák élvonal gólkirálya volt 26 góllal. 1972 és 1974 között a holland Sparta Rotterdam, 1974 és 1978 között a Feyenoord játékosa volt. 1978 és 1982 között a VÖEST Linz labdarúgója volt.

### A válogatottban
1969 és 1981 között 56 alkalommal szerepelt az osztrák válogatottban és 11 gólt szerzett. Tagja volt az 1978-as argentínai világbajnokságon részt vevő csapatnak.

### Edzőként
Az 1986–87-ben az Admira Wacker segédedzője, 1987–88-ban a vezetőedzője volt. 1988 és 1990 között a VÖEST Linz, 1990 és 1993 között az SV Stockerau, 1993–94-ben az FC ÖMV Stadlau, 1994–95-ben a VSE Sankt Pölten, 2006–07-ben az SV Donau szakmai munkáját irányította. 1991-ben a Stockerauval osztrák kupagyőztes lett.

## Sikerei, díjai
Játékosként
 Admira Wacker
- Osztrák bajnokság
  - gólkirály: 1970–71 (26 góllal)

Edzőként
 SV Stockerau
- Osztrák kupa
  - győztes: 1991